# Hvozdec (Boêmia do Sul)
Hvozdec é uma comuna checa localizada na região da Boêmia do Sul, distrito de České Budějovice.